# ویه‌را کوبانکووا
ویه‌را کوبانکووا (چکی: Věra Kubánková؛ ۲۲ ژوئیهٔ ۱۹۲۴ – ۱۳ آوریل ۲۰۱۶) بازیگر اهل جمهوری چک بود. وی بین سال‌های ۱۹۵۹ تا ۲۰۱۶ میلادی فعالیت می‌کرد.
از فیلم‌ها یا برنامه‌های تلویزیونی که وی در آن نقش داشته‌است می‌توان به فرشته تبهکار، لحظات دلپذیر، ساختمان پزشکان در باغ رز، و سبزهمار و کبرا اشاره کرد.